# Lignes de tramway de la SNCV dans la province de Flandre-Orientale
Lignes de tramway vicinal de la Société nationale des chemins de fer vicinaux (SNCV) dans la province de Flandre-Orientale.

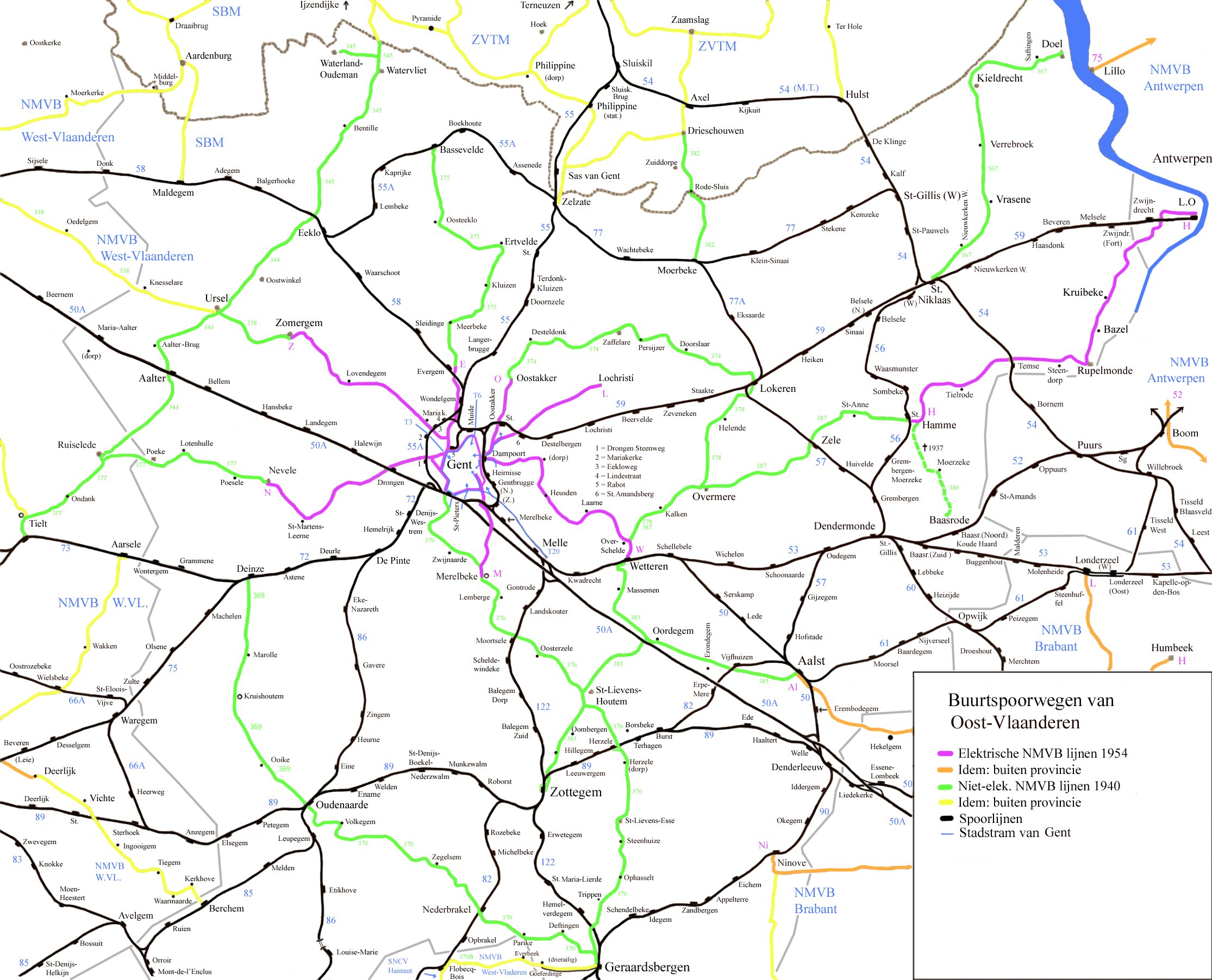
Plan des lignes

## Tramway vicinal de Gand
- E Gand - Evergem ;
- L Gand - Lochristi ;
- M Gand - Merelbeke ;
- N Gand - Nevele ;
- O Gand - Oostakker ;
- W Gand - Wetteren ;
- Z Gand - Zomergem ;
- 374 Oostakker - Lokeren ;
- 375 Evergem - Bassevelde ;
- 377 Nevele - Tielt ;
- 376 Gand - Grammont ;
- 387 Wetteren - Hamme.

## Autres lignes
- H Anvers - Hamme ;
- 344 Eeklo - Tielt ;
- 345 Eeklo - Veldzicht / Waterland-Oudeman ;
- 367 Doel - Saint-Nicolas ;
- 369 Audenarde - Deinze ;
- 370/1 Grammont - Audenarde ;
- 370/2 Grammont Station-État - Flobecq Station-État ;
- 378 Lokeren - Wetteren ;
- 382 Drieschouwen - Moerbeke ;
- 383 Wetteren - Zottegem ;
- 385 Asse - Oordegem.

## Lignes d'autres provinces
- 338 Bruges - Zomergem (réseau de Bruges).